# Francisco Costanzo
Francisco Costanzo Milano (ur. 4 listopada 1912 w Montevideo) – urugwajski bokser.
Uczestniczył w Letnich Igrzyskach Olimpijskich, w 1936 roku, przegrał w pierwszej rundzie w wadze półśredniej z Rogerem Tritzem z Francji.